# Puente de la rambla de Lúcar
El puente metálico de la rambla de Lúcar es un puente de la línea férrea del Almanzora situado en el término municipal de Armuña de Almanzora (Almería). 

## Características
Se encuentra en el punto kilométrico 90,7 de la línea de Lorca a Baza y mide 45 metros de largo y 8,58 metros de alto.

## Historia
Este puente fue construido en 1894 por la empresa británica The Great Southern of Spain Railway Company Limited al igual que todos los que hay de Lorca a Baza, finalizando su periodo de funcionamiento el día 1 de enero de 1985 con la clausura del tramo Almendricos-Baza del citado ferrocarril. 

## Estado de conservación
El puente metálico de la rambla de Lúcar fue rehabilitado y actualmente forma parte de la vía verde del Almanzora.